# Fapy Lafertin

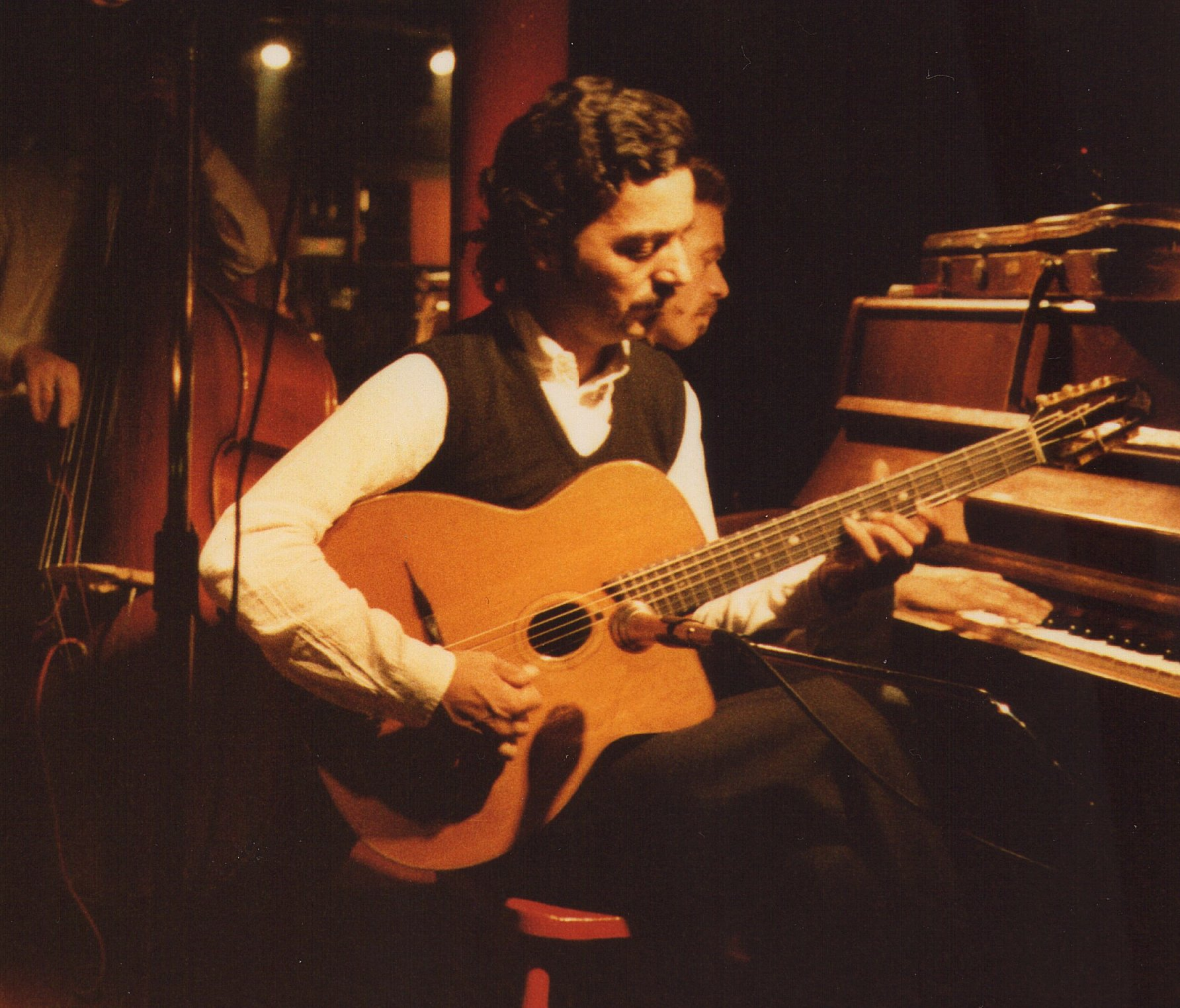
Fapy Lafertin

Fapy Lafertin (* 20. November 1950 in Kortrijk) ist ein belgischer Jazzgitarrist, der als sehr traditionell orientierter und mit einer sehr guten Spieltechnik ausgestatteter Musiker des Gypsy-Jazz gilt. Neben der akustischen und der elektrischen Gitarre spielt er seit 2001 auch die zwölfsaitige portugiesische Guitarra.

## Leben und Wirken
Lafertin, der aus einer Manouche-Familie stammt, lernte sein Handwerk zunächst in der Familienband. Seine Laufbahn als Sologitarrist begann er in den späten 1960er Jahren im Roma-Orchester de Piottos, das von Piotto Limberger geleitet wurde. Das Repertoire des Ensembles setzte sich aus Swing im Stile des Quintette du Hot Club de France und Folklore der Roma zusammen. 1975 verließ er gemeinsam mit dem Klarinettisten Koen De Cauter die Band, um mit dem Gitarristen Albert Vivi Limberger und dem Bassisten Michel Verstraeten  das Waso Quartet zu begründen. Mit diesem Ensemble, das vor allem in den Niederlanden und Belgien zu einem führenden Ensemble der Gypsy-Jazz-Szene wurde, spielte er sechs Alben ein. Von 1985 an leitete er sein eigenes Hot Club Quintett Fapy Lafertin, das nicht nur in seiner Besetzung, sondern auch im Repertoire dem französischen Vorbild aus den 1930er Jahren verbunden war. Daneben interpretiert Lafertin, der seit 2004 wieder mit Koen De Cauter zusammenspielt, aber auch Musik des Balkans und Lateinamerikas.  
Lafertin hat mit zahlreichen internationalen Musikern wie Charlie Byrd, Scott Hamilton, Al Casey, Milt Hinton, Benny Waters oder Stéphane Grappelli zusammengearbeitet. Auch kooperierte er mit der englischen Gruppe Le Jazz um Gitarrist David Kelbie und hat mit seinem Onkel, dem Sänger und Geiger Bamboula Ferret (1919–2008), zwei Alben eingespielt. Der niederländische Geiger Tim Kliphuis ist an drei seiner jüngeren Alben beteiligt. Mit Paulus Schäfer veranstaltete er Sinti Jazz Guitar Camps.

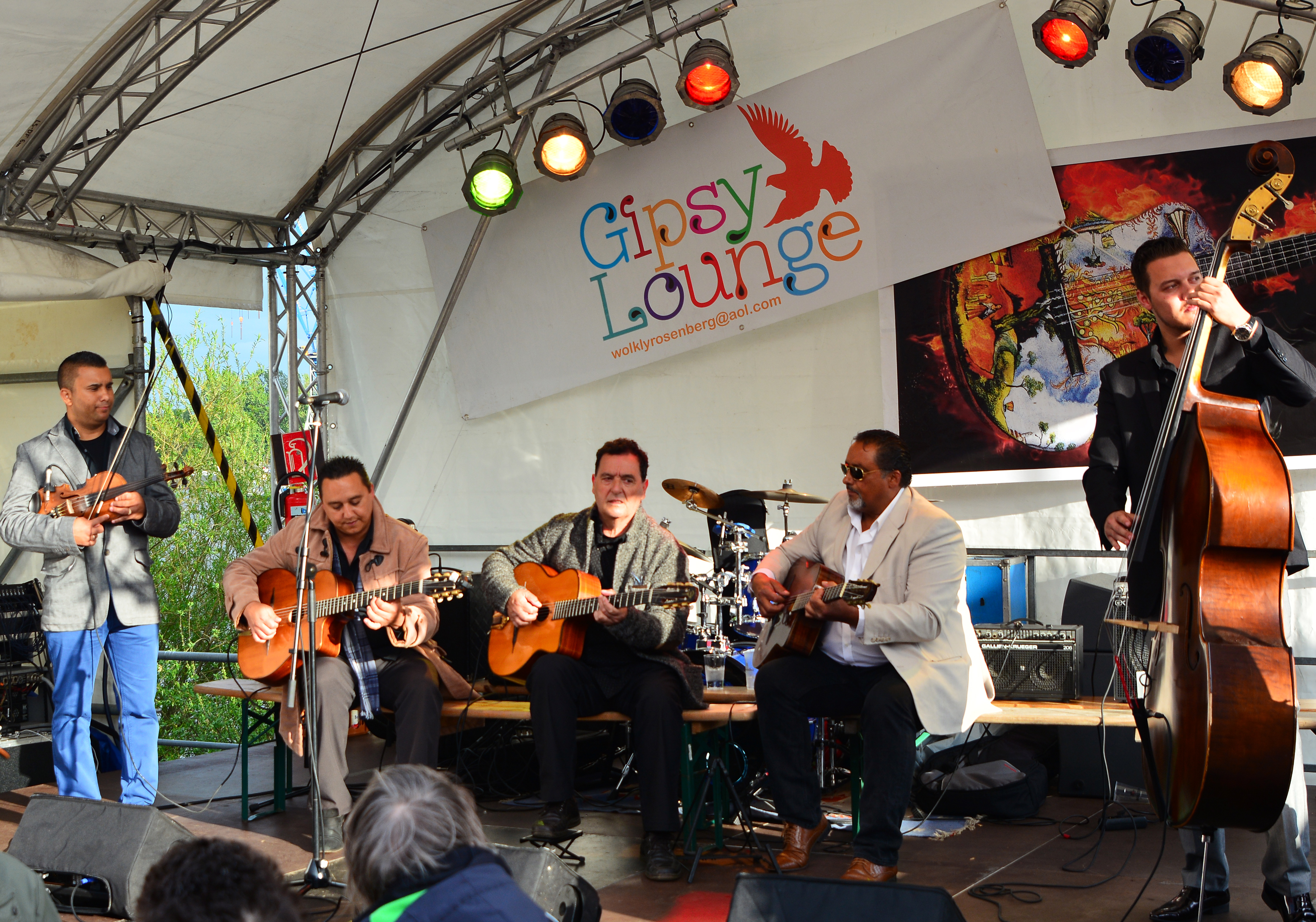
Fapy Lafertin (Mitte) mit (von links) Wattie Rosenberg und Paulus Schäfer (Best of Jazz Manouche, 2015)

## Diskografische Hinweise
- Fleur de Lavende (Hot Club Records, 1990)
- Aurore (Studio 88, 1993)
- Swing Guitars (Le Jazz, 1995)
- Hungaria feat. Bob Wilber (Le Jazz, 1996)
- Star Eyes (String Jazz, 2000)
- Fleur d'Ennui (Timeless Records, 2001)
- Fine and Dandy (Iris Music, 2002)
- Koen De Cauter, Fapy Lafertin & Group Django! A Tribute (WERF, 2010)
- Lollo Meier & Fapy Lafertin Plachterida (2012)